# Ђачано кон Барукела
Ђачано кон Барукела (итал. Giacciano con Baruchella) је насеље у Италији у округу Ровиго, региону Венето.
Према процени из 2011. у насељу је живело 2255 становника. Насеље се налази на надморској висини од 11 м.

## Становништво
| 1951. | 1961. | 1971. | 1981. | 1991. | 2001. | 2011. |
| ----- | ----- | ----- | ----- | ----- | ----- | ----- |
| 4.493 | 3.332 | 2.879 | 2.665 | 2.462 | 2.255 | 2.182 |